# Weberhaus (Kleinschwarzenbach, Zum Weberhaus 10)

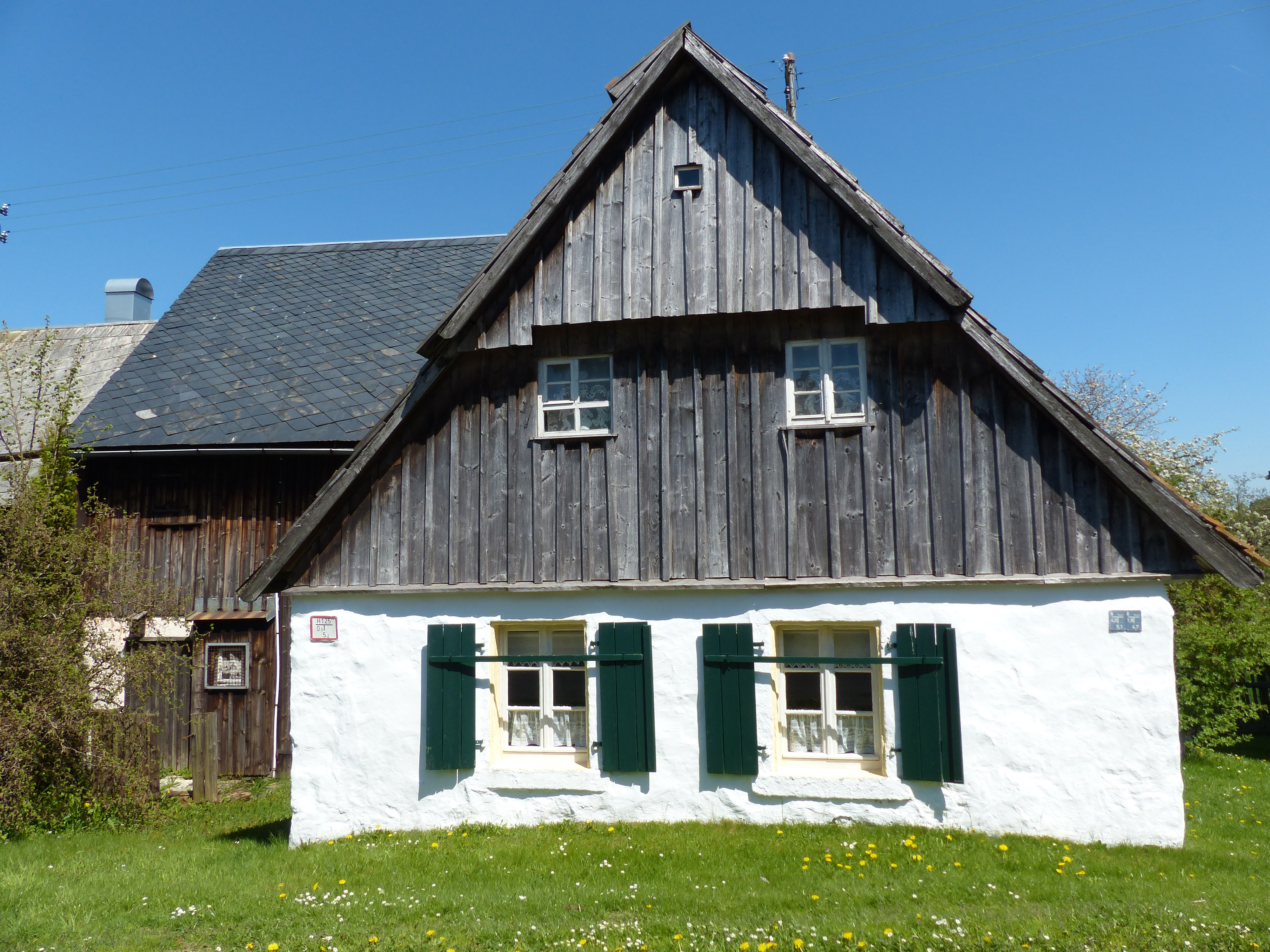
Frontansicht 2016

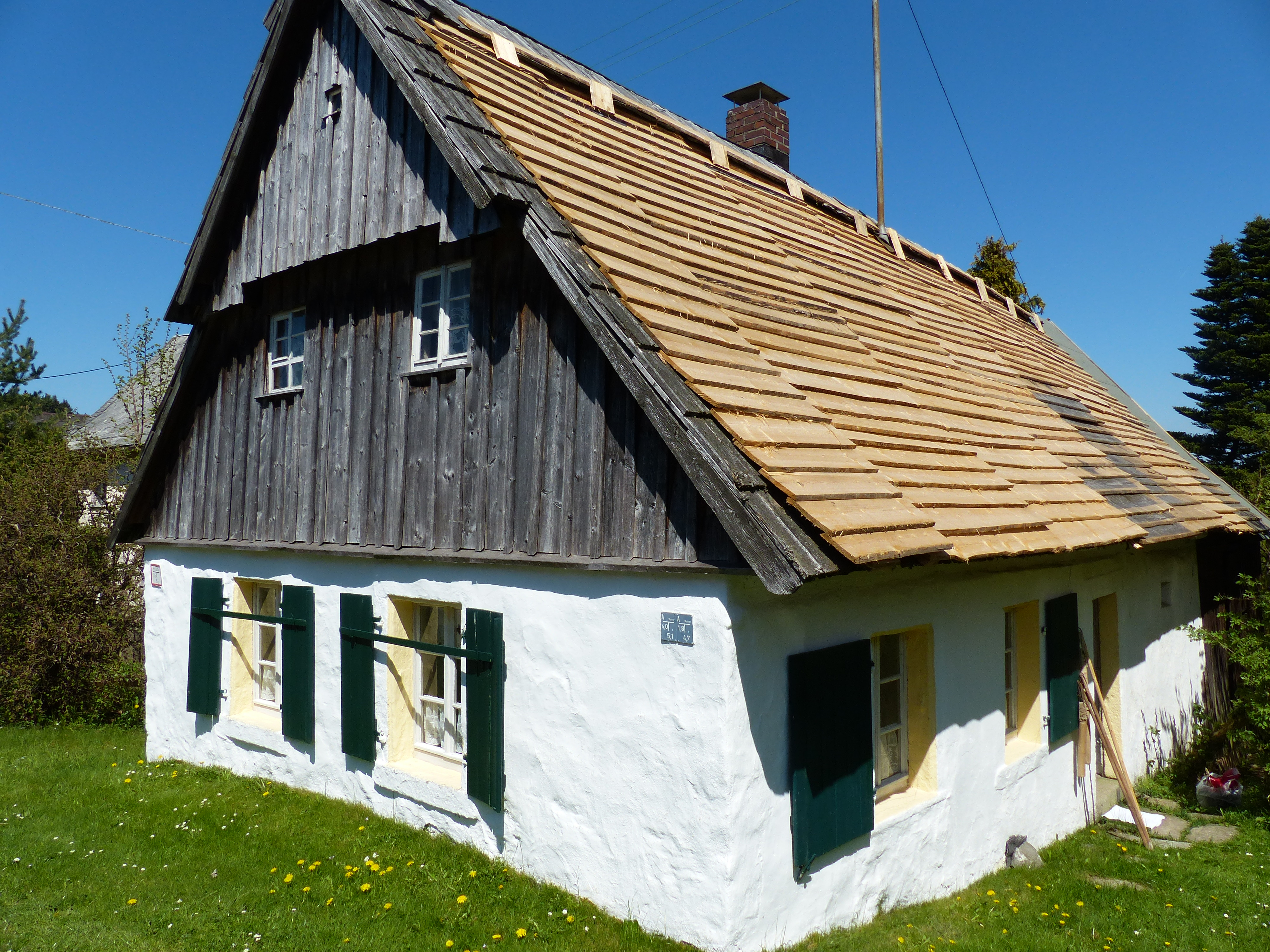
Seitenansicht 2016 mit provisorischer Dachbedeckung

Das Weberhaus in Kleinschwarzenbach zählt zu den Baudenkmälern der Stadt Helmbrechts und steht exemplarisch für einen kulturgeschichtlichen Lebensbereich im Frankenwald.

## Lage und Ensemble
Das Weberhaus (Zum Weberhaus 10) steht etwa in der Ortsmitte an der Abzweigung von der Staatsstraße St 2194, die innerorts als Schwarzenbacher Straße von Helmbrechts nach Schwarzenbach am Wald führt. In der Straße Zum Weberhaus, die in die Straße Zur Schlegelmühle mündet, befinden sich zwei weitere denkmalgeschützte Weberhäuser, die mit Frackdächern oder als Wohnstallhäuser charakteristische Merkmale der Region aufweisen. Im Ort stehen weitere ehemalige Weberhäuser. Einige davon haben im Laufe von Jahrhunderten erhebliche bauliche Veränderungen erfahren. Dennoch ist die Zahl erhaltener Weberhäuser in Kleinschwarzenbach groß, so dass von einem Weberdorf als Bauensemble gesprochen werden kann. Das Weberhausmuseum Neudorf im benachbarten Neudorf, einem Stadtteil von Schauenstein, informiert ebenfalls über die Handweberei im Frankenwald. Das Oberfränkische Textilmuseum in Helmbrechts geht neben den geschichtlichen Ursprüngen der Handweberei auch auf die Entwicklung der Region zum modernen Textilindustriestandort ein. Das Weberhaus war Teil der Sonderausstellung Zwischenlichten.

## Gebäude und Ausstattung
Das Weberhaus ist ein eingeschossiges Wohnhaus mit strohgedecktem Satteldach. Es stammt aus dem 18./19. Jahrhundert. In der Denkmalschutzliste wird es unter der Bezeichnung D-4-75-136-35 geführt. Bei dem Gebäude handelte es sich zunächst um ein Trüpfhaus, zu dem im Laufe der Zeit als Zeichen bescheidenen Wohlstandes auch Grundbesitz gehörte. Aus dem Grundsteuerkataster geht der Besitzerwechsel des Hauses vom Weber Johann Georg Riedel zum Weber Johann Nicol Peetz und seiner Frau Margarete hervor. Letzte Bewohner waren das Ehepaar Johann und Marie Peetz. Heute steht das Haus für Besichtigungen offen. Viele Objekte der Originalausstattung sind erhalten geblieben. Das Haus wird in regelmäßigen Abständen mit Stroh neu gedeckt. Im Erdgeschoss befindet sich als größter Raum die Webstube, in der sich der Webstuhl befand und die das Wohnzimmer der Familie war. Der Eingang führt in einen Vorraum; von dort sind die Webstube, die Schwarze Küche samt Keller mit Gewölbe und Ställen getrennt für Ziegen und Schweine und das Dachgeschoss mit einer Treppe erreichbar. Den Stallungen schließt sich eine Scheune aus Holz an. Das Dachgeschoss diente der Aufbewahrung von Werkzeug und Vorräten, über der Webstube lag die Schlafstube.